# NGC 6034
NGC 6034 في الفهرس العام الجديد، هي مجرة، تقع في كوكبة الجاثي. اكتشفت في 19 يونيو 1886 بواسطة لويس سويفت.

## روابط خارجية
- NGC 6034 على موقع ويكي سكاي: DSS2, SDSS, GALEX, IRAS, Hydrogen α, X-Ray, Astrophoto, Sky Map, Articles and images